# Japanse zee-engel
De Japanse zee-engel (Squatina japonica) is een vis uit de familie van zee-engelen (Squatinidae) en behoort tot de superorde van haaien. Deze haai kan een lengte bereiken van 2 meter. 

## Leefomgeving
De Japanse zee-engel is een zoutwatervis. De vis leeft hoofdzakelijk in het noordwestelijk deel van de Grote Oceaan bij Japan, in de Gele Zee bij Korea en de kust van Noord-China. De haai komt voor tot op een diepte van 300 m.

## Relatie tot de mens
De Japanse zee-engel is voor de visserij van beperkt commercieel belang. Zoals alle zee-engelen is deze soort zeer kwetsbaar bij intensieve visserij die plaatsvindt in het gebied waarin deze soort voorkomt. Er zijn daar nu beperkende maatregelen van kracht, maar het is nog zeer de vraag of deze een positief effect hebben op deze soort. De soort staat als kwetsbaar op de Rode Lijst van de IUCN.

## Voetnoten
1. 1 2  (en) Japanse zee-engel op de IUCN Red List of Threatened Species.
2. ↑  Walsh, J.H. & Ebert, D.A. 2008. Squatina japonica. In: IUCN 2009. IUCN Red List of Threatened Species. Version 2009.2. <www.iucnredlist.org>. Downloaded on 28 February 2010.